# Neomammillaria sphacelata
Neomammillaria sphacelata là một loài thực vật có hoa trong họ Cactaceae. Loài này được (Mart.) Britton & Rose mô tả khoa học đầu tiên năm 1923.